# الرجل العنكبوت: ما وراء عالم العنكبوت
الرجل العنكبوت: ما وراء عالم العنكبوت (بالإنجليزية: Spider-Man: Beyond the Spider-Verse) هو فيلم رسوم متحركة وأبطال خارقين أمريكي قادم، يستند إلى شخصية مايلز موراليس / سبايدر مان من قصص مارفل المصورة. الفيلم من إنتاج شركتي سوني بيكتشرز أنيميشن وكولومبيا بيكتشرز، وتوزيع سوني بيكتشرز ريليسينغ. يُمثل الجزء الثالث والأخير من ثلاثية عالم العنكبوت، والتكملة المباشرة لفيلم الرجل العنكبوت: عبر عالم العنكبوت (2023). يتولى إخراج الفيلم كل من بوب بيرشيتي وجاستن ك. تومسون، بينما يشارك في كتابة السيناريو كل من فيل لورد وكريستوفر ميلر وديفيد كالاهام. يضم طاقم الأداء الصوتي شاميك مور في دور مايلز موراليس، إلى جانب هايلي ستاينفيلد وجيسون شوارتزمان وكاران سوني. تستكمل أحداث الفيلم ما انتهى إليه الجزء السابق، حيث يجد مايلز نفسه محاصرًا في أحد العوالم البديلة ويسعى للعودة إلى واقعه وإنقاذ عائلته، في ظل تصاعد التهديدات عبر الأكوان المتعددة التي تشكل ما يُعرف بعالم العنكبوت.
كانت سوني بيكتشرز أنيميشن قد بدأت العمل على تكملة لفيلم الرجل العنكبوت: داخل عالم العنكبوت (2018) حتى قبل طرحه، نتيجة التوقعات الإيجابية التي أحاطت به. ومع تقدم عملية التطوير، تقرر تقسيم التكملة إلى فيلمين منفصلين، وقد أُعلن رسميًا عن ذلك في ديسمبر 2021. كُشف عن العنوان الرسمي للجزء الثالث في أبريل 2022 مع تحديد موعد مبدئي لإصداره في مارس 2024. وتجدر الإشارة إلى أن العمل الأولي على هذا الفيلم جرى بالتوازي مع إنتاج عبر عالم العنكبوت، لكن تقرر منح الأولوية للثاني كي يصدر أولًا. خضع الفيلم لتعديلات كبيرة على مستوى السيناريو والرسوم المتحركة خلال مراحل الإنتاج، قبل أن تؤدي تداعيات إضراب نقابة ممثلي الشاشة (SAG-AFTRA) في عام 2023 إلى توقف العمل وتأجيل الموعد المقرر لإصداره في يوليو من العام نفسه. بعد انتهاء الإضراب، اُستؤنفت أعمال الإنتاج في ديسمبر، وفي السنة التالية أعلن رسميًا عن أسماء الفريق الإبداعي العامل على الفيلم وتحديد موعد إصدار جديد.
من المقرر أن يُطرح الرجل العنكبوت: ما وراء عالم العنكبوت في دور العرض بالولايات المتحدة بتاريخ 25 يونيو 2027.

## تمهيد
تبدأ أحداث الفيلم مباشرة بعد أحداث فيلم عبر عالم العنكبوت (2023)، وتتابع قصة مايلز موراليس المحاصر والهارب في عالم بديل أثناء محاولته إنقاذ عائلته.

## الطاقم الصوتي
- شاميك مور في دور مايلز موراليس / الرجل العنكبوت: مراهق تولى منصب الرجل العنكبوت في الأرض 1610 بعد وفاة بيتر باركر في عالمه الواقعي وأصبح محاصرًا في عالم بديل (الأرض 42).[3][6]
- هايلي ستاينفيلد بدور جوين ستايسي / سبايدر-وومان: نسخة من جوين ستايسي التي هي سبايدر-وومان من الأرض 65 وحبيبة مايلز.[7]
- جيسون شوارتزمان في دور الدكتور جوناثان أون / ذا سبوت: عالم سابق في ألكيماكس، بعد وقوع حادث، أصبح مغطى ببوابات بين الأبعاد تسمح له بالسفر عبر الفضاء والأكوان المختلفة.[8]
- كاران سوني في دور بافيتر برابهاكار / سبايدر مان الهند: نسخة كون بديلة لبيتر باركر ومقرها في مومباتان، الهند.[9]

بالإضافة إلى ذلك، يعيد جاريل جيروم تمثيل دوره الصوتي كنسخة الأرض 42 من مايلز ج.موراليس / ذا براولر من نهاية الفيلم السابق، عبر عالم العنكبوت (2023).

## الإصدار
من المقرر أن تعرض شركة سوني بيكتشرز ريليسينغ فيلم سبايدر-مان: ما وراء عالم العنكبوت في دور السينما بالولايات المتحدة بتاريخ 25 يونيو 2027 بتقنيات آيماكس ومجموعة من تنسيقات العروض الفائقة الأخرى المعروفة باسم PLFs (الشاشات المتميزة ذات الخصائص الفريدة)، ليكون بذلك أول فيلم رسوم متحركة من إنتاج سوني يُعرض بهذه التقنيات المتقدمة.
كان من المقرر أصلاً إصدار الفيلم في 29 مارس 2024، غير أن الخطة تأثرت بسبب سلسلة من التأخيرات الإنتاجية، وعلى رأسها إضراب نقابة ممثلي الشاشة (SAG-AFTRA)، الذي أعاق استكمال عمليات تسجيل الصوت، مما حال دون الوفاء بتاريخ الإصدار المحدد. وبعد إلغاء الفيلم من تقويم الإصدارات في يوليو 2023، تزايدت التوقعات بإطلاقه خلال عام 2025، لا سيما بعد تصريح المغني دايفيد في أبريل 2024 بأن إصدار الفيلم سيكون في ذلك العام. في تلك المرحلة، كانت سوني قد حجزت بالفعل تاريخ 27 يونيو 2025 لإصدار غير محدد من إنتاج مارفل، إلا أن هذا المشروع لم يمضِ قدمًا، ما أدى إلى تكهنات متضاربة بشأن موعد إطلاق ما وراء عالم العنكبوت.
أفاد الصحفي جيف شنايدر في سبتمبر 2024 بأن الفيلم قد لا يُعرض قبل عام 2027 نتيجة استمرار التأخيرات، وهو ما نفاه كل من المؤلف الموسيقي دانيال بيمبرتون والمنتج فيل لورد. لكن شنايدر عاد لاحقًا ليقترح أن الفيلم ربما يُصدر في 2026، خاصةً في ظل احتمال تأجيل فيلم الرجل العنكبوت: يوم جديد تماما إلى عام 2027. أعلنت سوني بيكتشرز رسميًا في مارس 2025 عن تحديد موعد إطلاق ما وراء عالم العنكبوت في يونيو 2027، واضعة حدًا للتكهنات التي دامت لأكثر من عامين حول مصير الفيلم وموعده.